# Klosterberg und Gailnauer Berg
Klosterberg und Gailnauer Berg este o arie protejată (arie specială de conservare — SAC, sit de importanță comunitară — SCI) din Germania întinsă pe o suprafață de 374,14 ha, integral pe uscat.

## Localizare
Centrul sitului Klosterberg und Gailnauer Berg este situat la coordonatele 49°15′20″N 10°10′57″E / 49.2556°N 10.1825°E.

## Înființare
Situl Klosterberg und Gailnauer Berg a fost declarat sit de importanță comunitară în noiembrie 2004 pentru a proteja 2 specii de animale. Situl a fost protejat și ca arie specială de conservare în aprilie 2016.

## Biodiversitate
Situată în ecoregiunea continentală, aria protejată conține 3 habitate naturale: Păduri de fag Luzulo-Fagetum, Păduri de fag Asperulo-Fagetum, Păduri aluvionare cu Alnus glutinosa și Fraxinus excelsior (Alno-Padion, Alnion incanae, Salicion albae).
La baza desemnării sitului se află mai multe specii protejate de  mamifere (2): liliac cu urechi mari (Myotis bechsteinii), liliac comun (Myotis myotis).